# Rapti Occidental
Rapti és un riu de l'Índia també anomenat Iravati (refrescant) que neix a la part sud del Nepal i segueix fins a desaiguar al Gogra a l'Índia a Uttar Pradesh, prop de Gorakhpur. Ha estat identificat com el Solomatis d'Arrià (Saravati) i com el Sadanira (Sempre corre) de l'èpica hindú. Els seus principals afluents són el Dhamela i el Jhimruk, al Nepal, i el Chunghi i Rohini, a Uttar Pradesh. Hi ha un antic llit del riu conegut com el Burhi Rapti (o Buri Rapti = Vell Rapti) uns quilòmetres al nord del modern curs. A finals del s. XIX i principis del XX era parcialment navegable.